# Cue (Australia)
Cue è una città dell'Australia Occidentale, situata 650 chilometri a nord-est della capitale Perth. Al censimento del 2006 Coorow contava 328 abitanti. La città è sede della Contea di Cue.

## Storia
Le origini di Cue si devono alla scoperta dell'oro nel 1892, anche se non è chiaro a chi si debba ascrivere il primo ritrovamento: Michael Fitzgerald ed Edward Heffernan raccolsero 260 once d'oro dopo aver ricevuto una pepita da un aborigeno noto come Il Governatore, ma fu Tom Cue ad andare a Nannine (una città mineraria all'epoca in espansione ma oggi completamente disabitata) per registrare il ritrovamento. L'anno successivo l'insediamento venne riconosciuto come città e battezzato in onore di Tom Cue.
Agli inizi del XX secolo Cue era il principale centro della regione e la sua popolazione era cresciuta fino a circa 10.000 abitanti, supportando sia l'attività mineraria che l'industria dell'allevamento delle pecore. A partire dalla fine della prima guerra mondiale la popolazione iniziò a declinare a causa della progressiva chiusura delle miniere d'oro, fino ad arrivare a contare appena 500 abitanti nel 1933.
Oggi l'economia di Cue si basa sull'allevamento delle pecore e su alcune vicine miniere di ferro.